# John Alden Twachtman
John Alden Twachtman (* 1882 in Cincinnati, Ohio; † 1974) war ein US-amerikanischer Architekt, Künstler und Offizier. Als ältester Sohn des bekannten amerikanischen Impressionisten John Henry Twachtman (1853–1902) wuchs er in einer künstlerisch geprägten Familie auf.

## Leben
John Alden Twachtman absolvierte 1906 die Yale School of Fine Arts und erhielt anschließend den Winchester Prize für ein Auslandsstudium. In Paris besuchte er die École des Beaux-Arts, wo er seine Kenntnisse in Architektur und Kunst vertiefte. Nach seiner Rückkehr in die USA arbeitete er für renommierte Architekturbüros wie McKim, Mead & White und Carrère and Hastings. 1911 kehrte er nach Greenwich, Connecticut, zurück und baute auf dem Grundstück seiner Mutter in der Round Hill Road ein Haus. Dort war er 1912 Mitbegründer der Greenwich Society of Artists. 
Neben seiner künstlerischen Tätigkeit engagierte sich Twachtman im Militär. 1916 trat er als Offizier in die Connecticut National Guard ein und wurde zum Captain der Batterie F ernannt. Während des Ersten Weltkriegs diente er in Frankreich und wurde für seine Verdienste in der zweiten Schlacht an der Marne mit der Army Distinguished Service Medal ausgezeichnet.

## Werk
John Alden Twachtmans künstlerisches Schaffen umfasste Architektur, Zeichnungen und Aquarelle, insbesondere von Blumenmotiven. Seine Werke zeichnen sich durch Detailgenauigkeit und einen impressionistischen Stil aus, der durch seine Ausbildung und das künstlerische Umfeld seiner Familie beeinflusst wurde. 